# 9016 Henrymoore
9016 Henrymoore este un asteroid din centura principală de asteroizi.

## Descriere
9016 Henrymoore este un asteroid din centura principală de asteroizi. A fost descoperit pe 10 ianuarie 1986 la Observatorul Palomar de Carolyn S. Shoemaker și Eugene M. Shoemaker. Asteroidul prezintă o orbită caracterizată de o semiaxă mare de 2,73 ua, o excentricitate de 0,38 și o înclinație de 29,0° în raport cu ecliptica.